# Střela zastavená v jantaru
Střela zastavená v jantaru (2008) je třetí oficiálně vydané album skupiny Květy. Obsahuje 11 autorských písniček Martina Evžena Kyšperského a jednu instrumentální skladbu. Na datové stopě alba je videoklip k písničce Cirkus, který vytvořila Pavla Kačírková. Ta spolu s Kyšperským také vytvořila obal alba.

## Seznam písniček
1. Pověsím prádlo – 4:19
2. Zvíře, nebo sebe a zvíře – 3:22
3. Bílý tygr – 3:34
4. Z kukuřičných polí – 4:18
5. Kolik mravenců musí přijít, aby odtáhli ledničku – 3:04
6. Viděl jsem Paříž – 3:49
7. Listí podzimní – 4:03
8. Cirkus – 4:31
9. Moře má své vlastní děti – 4:06
10. Noční hlídač – 2:52
11. Jam č. 6 – 0:22
12. Je prosinec, je zima – 2:50

## Obsazení
- Květy
  - Martin Evžen Kyšperský – zpěv, elektrická a akustická kytara, nylonka, banjo (1, 4), rádio (1, 8, 10), dveře (1), velký kus plechu (1), kontrabas (2, 3, 12), taška se zipem (2), mandolína (5, 7, 10), klávesová foukací harmonika (6, 10), tleskání (6), mlýnek (7), elektrická kytara hraná smyčcem (8), skleničky (10), klíče a kroky (10)
  - Aleš Pilgr – bicí, perkuse a hračky, vibrafon (1, 6, 8), foukací harmonika (1, 4), klakson s hlavou kačera (1), balafon (3), klávesová foukací harmonika (3), brumle (4), železná traverza (4, 10), kalimba (5), hra na snímače (5), tleskání (6, 8), trubicové zvony (7, 10), zvonkohra (8), zpěv (10)
  - Ondřej Čech – kontrabas (1, 7), baskytara (4–6, 8–11), klavír (12)
- hosté
  - Milan Nytra – klávesové nástroje (2, 10)
  - Michal Gera – křídlovka (5, 9, 10), trumpeta (9)
  - Ondřej Kyas – elektrické varhany (7, 8), vokál (8)
  - Marta Svobodová – mluvící holubice a slečna v cirkuse (8), prosincová dívka (12)
  - Ondřej Kyas + Marek Laudát + Dominik Laudát + Vašek Kovář + Tomáš Goněc – sbor (3, 5, 6, 8)